# Ключ от спальни
«Ключ от спальни» — кинокомедия Эльдара Рязанова, снятая в 2003 году (в связи с 300-летием Санкт-Петербурга) по одноимённому фарсу Жоржа Фейдо, действие которого перенесено в Россию начала XX века. Премьера кинокартины состоялась 18 апреля 2003 года.
Фильм — лауреат Гран-при XI кинофестиваля «Виват кино России!» (2003);

## Сюжет
Сюжет фильма закручивается вокруг любовного треугольника. В Аглаю влюблён профессор-орнитолог Марусин, но она не отвечает ему взаимностью. Аглая замужем за артиллеристом и имеет богатого любовника. Муж не догадывается о её измене. И вот, в какой-то момент любовники теряют осторожность.

## В ролях
| Актёр             | Роль                                     |
| ----------------- | ---------------------------------------- |
| Евгения Крюкова   | Аглая                                    |
| Наталья Щукина    | Софи                                     |
| Сергей Маковецкий | Иваницкий, поэт-декадент                 |
| Николай Фоменко   | Вахлаков                                 |
| Владимир Симонов  | муж Аглаи, капитан артиллерии в отставке |
| Сергей Безруков   | Марусин, профессор орнитологии           |
| Леонид Тимцуник   | Тургин, дантист                          |
| Фёдор Чеханков    | Захарыч, слуга в доме Софи               |
| Александр Пашутин | Степан, лакей                            |
| Андрей Толубеев   | пристав                                  |
| Сергей Фролов     | лающий извозчик                          |
| Ольга Васильева   | Марфа                                    |
| Эльдар Рязанов    | полицмейстер                             |
| Левон Оганезов    | тапёр                                    |
| Андрей Краско     | солдат-телеграфист                       |

## Съёмочная группа
- Автор сценария: Эльдар Рязанов по пьесе Жоржа Фейдо
- Режиссёр: Эльдар Рязанов
- Оператор: Николай Немоляев
- Композитор: Андрей Петров
- Художники-постановщики: Александр Борисов, Леонид Свинцицкий
- Художник по костюмам: Наталья Иванова
- Звукорежиссёр: Екатерина Попова-Эванс
- Постановщик трюков: Сергей Воробьёв